# Gföhl
Gföhl är en stad och kommun i distriktet Krems i Niederösterreich i Österrike. Kommunen har 3 814 invånare (2024).
Kommunen består av 19 orter (Ortschaften) (inom parentes invånarantal 1 januari 2024):

- Felling (108)
- Garmanns (65)
- Gföhl (2 264)
- Gföhleramt (269)
- Großmotten (120)
- Grottendorf (46)
- Hohenstein (64)
- Lengenfelderamt (31)
- Litschgraben (21)
- Mittelbergeramt (50)
- Moritzreith (127)
- Neubau (36)
- Ober-Meisling (81)
- Rastbach (88)
- Reisling (57)
- Reittern (92)
- Seeb (103)
- Unter-Meisling (169)
- Wurfenthalgraben (23)